# Рајх (Хунсрик)
Рајх (њем. Reich) општина је у њемачкој савезној држави Рајна-Палатинат. Једно је од 134 општинска средишта округа Рајн-Хунсрик. Према процјени из 2010. у општини је живјело 370 становника. Посједује регионалну шифру (AGS) 7140123.

## Географски и демографски подаци
Рајх се налази у савезној држави Рајна-Палатинат у округу Рајн-Хунсрик. Општина се налази на надморској висини од 410 метара. Површина општине износи 4,8 km². У самом мјесту је, према процјени из 2010. године, живјело 370 становника. Просјечна густина становништва износи 78 становника/km².